# Alpirsbach
Alpirsbach is een plaats in de Duitse deelstaat Baden-Württemberg, en maakt deel uit van het Landkreis Freudenstadt.
Alpirsbach telt 6.251 inwoners. Alpirsbach is beroemd om het voormalige Benediktijnerklooster, met fresco's in de kloosterkerk en een gotische kruisgang. Tevens is het klooster de bakermat van het in het Zwarte Woud van bronwater gebrouwen biermerk Alpirsbacher Klosterbräu. Ook telt de stad een groot aantal vakwerkhuizen.

## Klooster
Het klooster werd gesticht in 1095. De kloosterkerk is een driebeukige basiliek met vlak plafond in romaanse stijl, een gaaf voorbeeld van de Hirsauer School. De altaren, de beschildering van de koornissen en de zitbank van het oude koorgestoelte zijn ook romaans. De kloostergang is laat-gotisch en heeft een mooi gewelf en vensters met maaswerk.

## Geboren
- Andreas Scheuerpflug (1967), beachvolleyballer

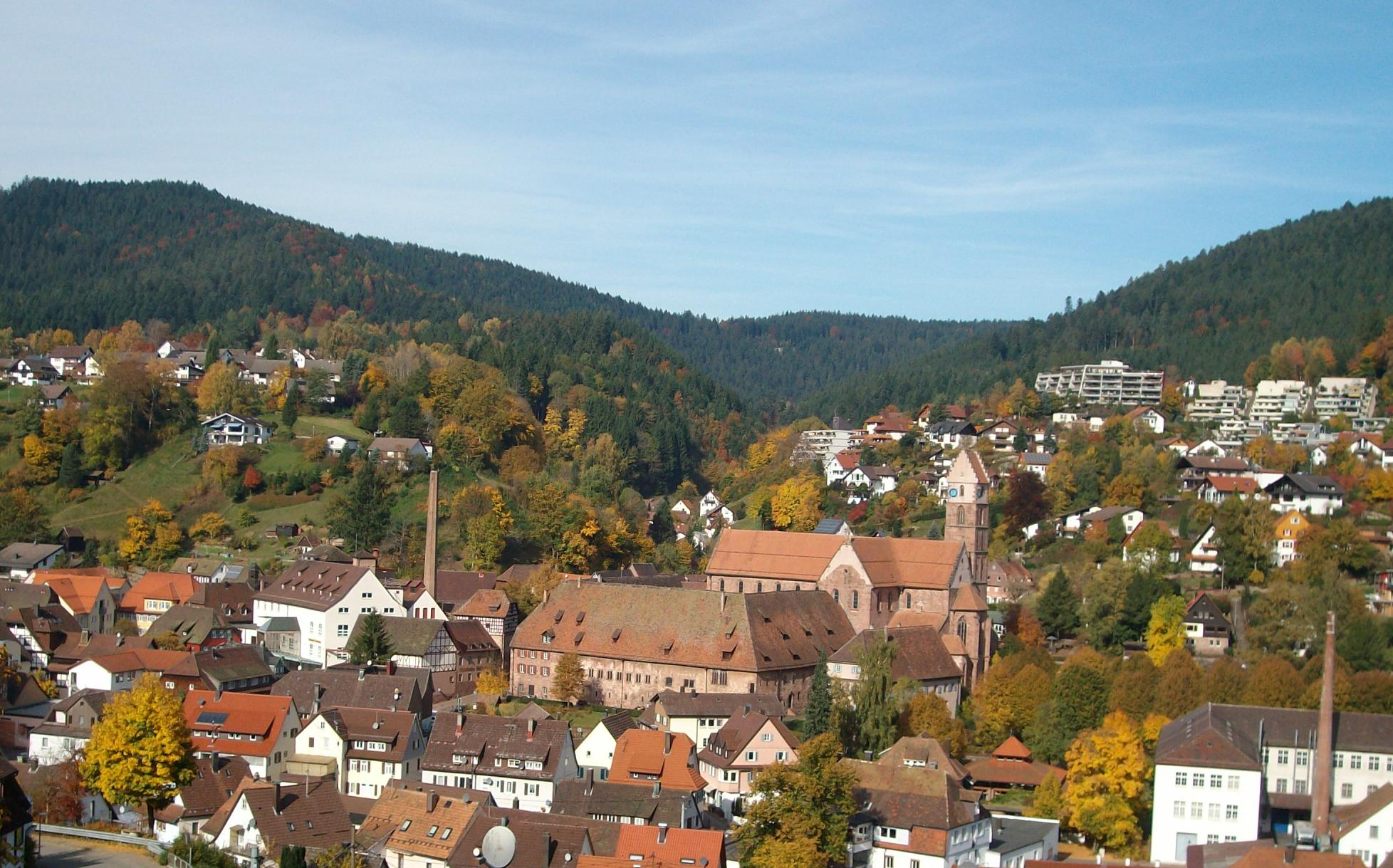
Alpirsbach: Brouwerij en Klooster

Alpirsbach ·
Bad Rippoldsau-Schapbach ·
Baiersbronn ·
Dornstetten ·
Empfingen ·
Eutingen im Gäu ·
Freudenstadt ·
Glatten ·
Grömbach ·
Horb am Neckar ·
Loßburg ·
Pfalzgrafenweiler ·
Schopfloch ·
Seewald ·
Waldachtal ·
Wörnersberg